# Приколотное
Приколо́тное (укр. Приколотне) — посёлок в Ольховатской сельской общине Купянского района Харьковской области Украины.
До 2020 года являлось административным центром Приколотнянского поселкового совета, Великобурлукский район, в который, кроме того, входило село Гогино.

## Географическое положение
Посёлок городского типа Приколотное находится на одном из истоков реки Хотомля.
К посёлку примыкает лесной массив (дуб). Недалеко от посёлка располагается Приколотнянское водохранилище.

## История
В 1864 году основан хутор Приколотное.
В 1896 — в Харьковской губернии Российской империи была открыта станция Задонская ж.д. линии Белгород-Купянск. В 1901 году железнодорожная станция Задонская была переименована в Приколотное, по названию разраставшегося хутора.
В 1907 году здесь действуют маслобойня и зернопункт, в 1911 открыт кирпичный завод.
Во время Великой Отечественной войны с конца октября 1941 по август 1943 селение находилось под немецкой оккупацией.
В 1957 — изменение статуса на посёлок городского типа.
В 1966 году население составляло 3600 человек; здесь действовали средняя школа, клуб, две библиотеки, колхоз «Прогресс» (третье отделение) с 1870 га с.х. угодий.
В 1975 году здесь действовали маслобойный завод и завод стройматериалов.
В январе 1989 года численность населения составляла 2796 человек.
В мае 1995 года Кабинет министров Украины утвердил решение о приватизации находившегося здесь маслоэкстракционного завода.
В мае 2003 года Фонд государственного имущества Украины выставил на продажу и в октябре 2003 года — продал за 52 976 гривен находившийся в посёлке клуб Приколотнянского маслоэкстракционного завода.
На 1 января 2013 года численность населения составляла 2118 человек.
До 17 июля 2020 в составе Великобурлукского района; с этой даты ликвидации данного района  - в составе Купянского района. 
До 2020 года Приколотное являлось админцентром Приколотнянского поселкового совета ( Великобурлукский район ), в который, кроме того, входило село Гогино.
25 февраля 2022 года было полностью оккупировано силами российских войск. 
13 сентября 2022 было занято силами ВСУ.

## Экономика
Приколотнянский маслоэкстракционный завод, завод «Стожар», молочно-товарная ферма, машинно-тракторные мастерские.

## Транспорт
Посёлок находится на пересечении автомобильных дорог Т-2104 и Т-2115.
Здесь находится железнодорожная станция Приколотное.

## Объекты социальной сферы
- Школа.
- Приколотнянская амбулатория общей практики.
- Спортивная площадка.

## Религия
- Церковь Онуфрия Великого[8].

## Известные люди
- Ольшанский Константин Фёдорович — родился в 1915 году в селе Приколотное, Герой Советского Союза.